# Audi Q3 Sportback
Pour les articles homonymes, voir Q3.
L'Audi Q3 Sportback est un SUV coupé produit par le constructeur automobile allemand Audi, à Győr en Hongrie, et commercialisé à partir d'octobre 2019. Il est la version coupé du SUV compact Audi Q3.

## Histoire

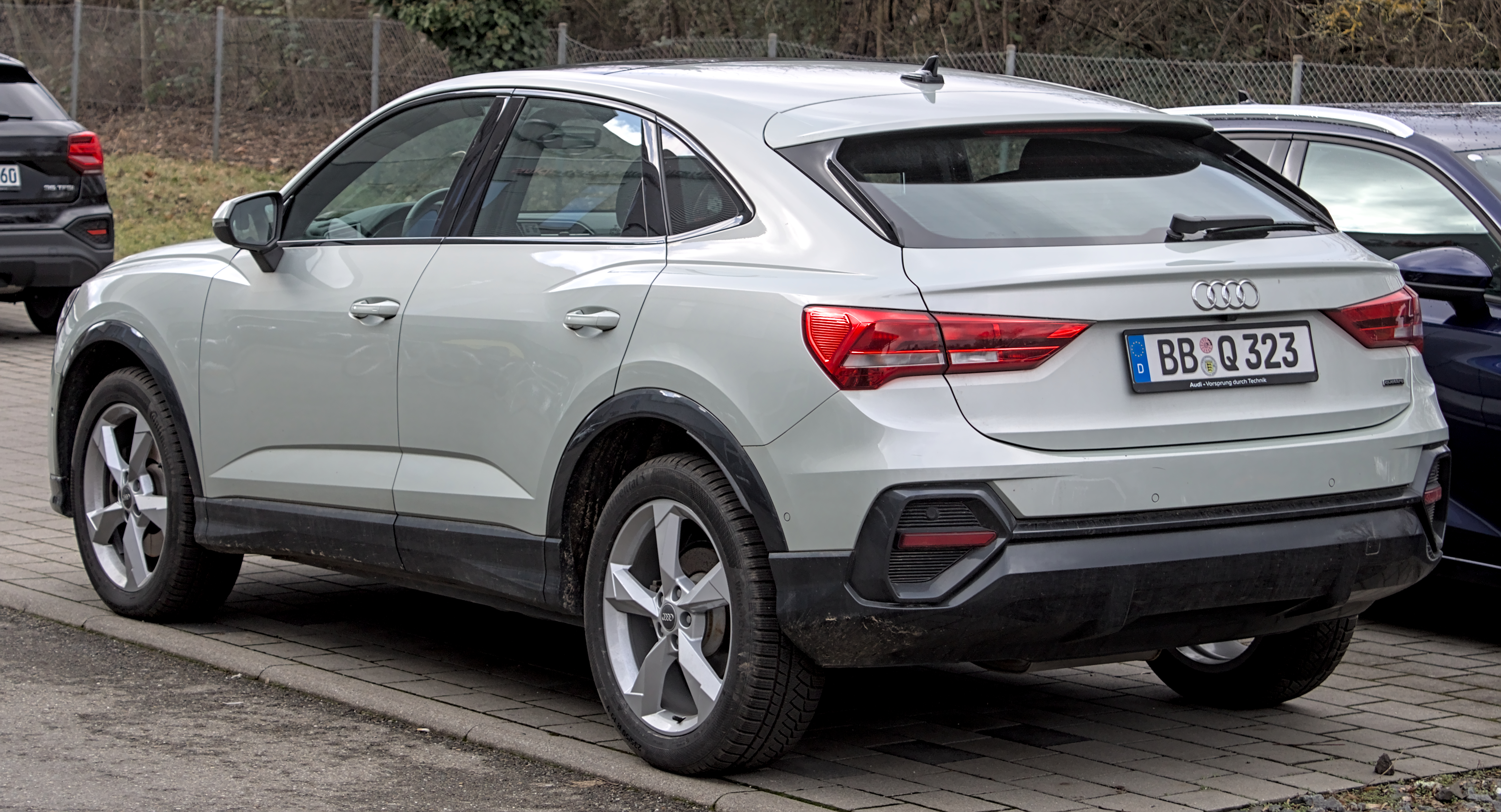
Vue arrière.

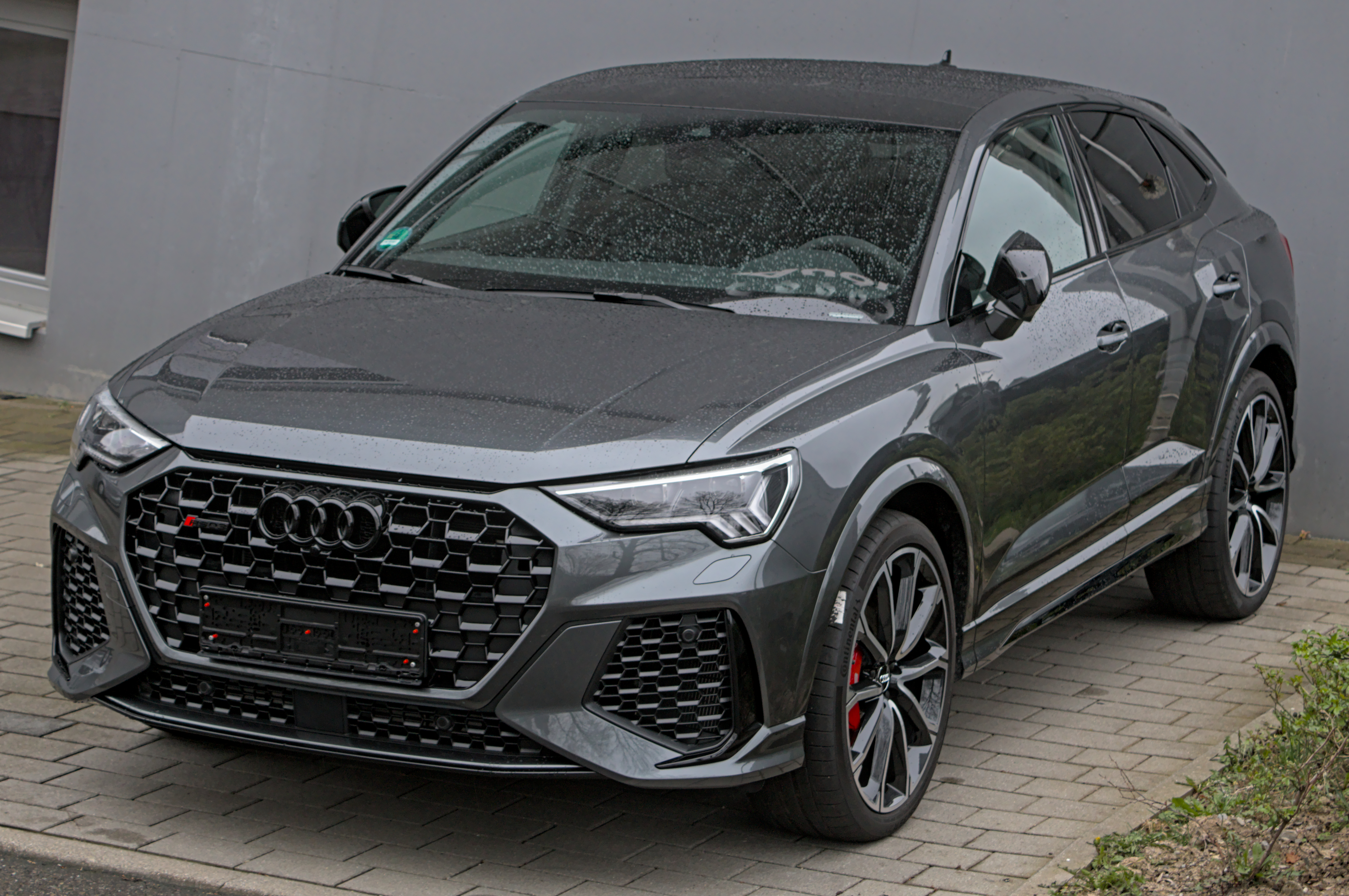
Audi RS Q3 Sportback.

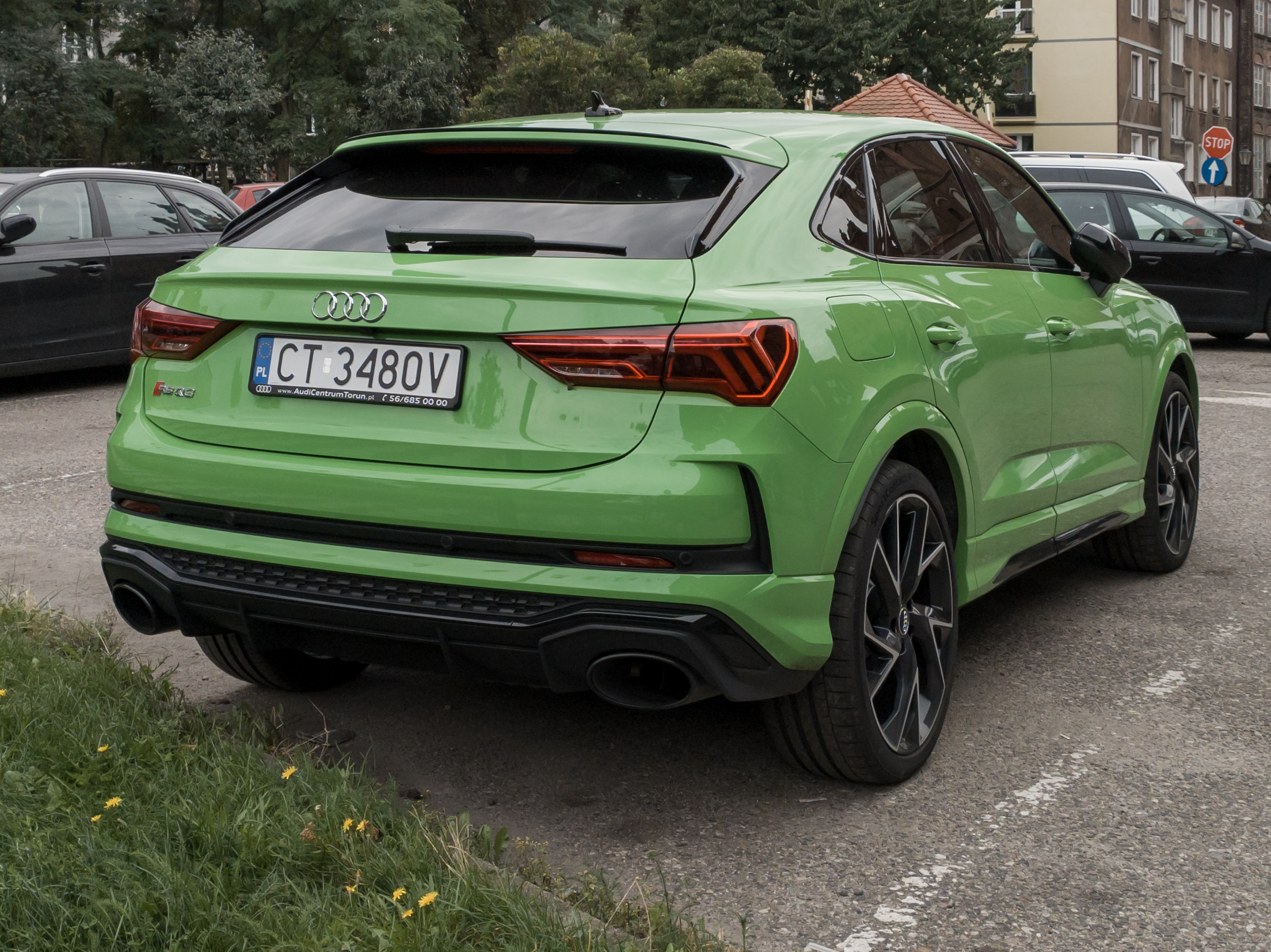
Vue arrière.

L'Audi Q3 Sportback est présenté le 24 juillet 2019. Sa première exposition publique a eu lieu au salon de Francfort 2019. Les premiers modèles ont été livrés à l’automne 2019. Comme le Q3 F3, le SUV est produit à Győr par Audi Hongrie. Lors du lancement sur le marché, il y avait aussi le modèle spécial Edition One.
Le Q3 Sportback étant la version coupé et haut de gamme du Q3, il est identique au Q3 pour sa partie avant jusqu'aux montants de pare-brise. En revanche, la partie arrière est inédite, et sa hauteur est réduite de 29 mm.
Le RS Q3 Sportback, le modèle le plus sportif de la gamme, est également sur le marché depuis octobre 2019.
Contrairement au Q8, également appelé "SUV coupé", le Q3 Sportback n’utilise pas de nomenclature paire. À l’avenir, les véhicules utilitaires sportifs électriques à batterie seront commercialisés sous les noms de Q4 et Q6. Audi a déjà présenté le concept car Q4 e-tron au Salon international de l'automobile de Genève en mars 2019.
Avec le BMW X4 et le Mercedes-Benz GLC Coupé, les constructeurs BMW et Daimler proposent déjà depuis plusieurs années des véhicules utilitaires sportifs à hayon profilé dans le segment des SUV. Par rapport à un SUV normal, l’accent est mis sur le bénéfice émotionnel pour le client, c’est pourquoi ces modèles peuvent être vendus à un prix plus élevé. Une contribution majeure au développement de cette catégorie de véhicules réside dans la République populaire de Chine, où les clients préfèrent un style de design expressif et dominant pour démontrer leur avancement social individuel.

## Technologie
Le SUV compact repose sur la plateforme modulaire MQB (Modularer Querbaukasten) du Groupe Volkswagen. Comparé au Q3 F3, le Q3 Sportback est légèrement plus long et il possède un hayon profilé, mais il utilise la même technologie. Le Q3 Sportback est le premier des modèles basés sur le système modulaire MQB à utiliser la technologie hybride douce avec un système électrique de 48 volts.
Avec 530 litres, le volume de chargement du coffre correspond exactement à celui du Q3 F3. Avec les sièges arrière rabattus, le volume de chargement passe à 1400 litres, c’est 100 litres de moins que le Q3 F3.
Il propose de série une banquette arrière coulissante sur 13 cm, et sur certaines finitions les feux Full LED, l’amortissement adaptatif, le châssis sport rabaissé et la direction à démultiplication variable.

## Spécifications techniques
L'Audi Q3 Sportback reçoit les moteurs essence et diesel du Q3. Il est disponible en traction ou avec une transmission intégrale Quattro en option, et avec des boîtes de vitesses mécanique ou automatique S tronic.
|                                                           | 35 TFSI               | 35 TFSI               | 45 TFSI               | RS Q3                 | 35 TDI                | 35 TDI                | 40 TDI                |    |
| --------------------------------------------------------- | --------------------- | --------------------- | --------------------- | --------------------- | --------------------- | --------------------- | --------------------- | -- |
| Moteur                                                    | 4 cylindres en ligne  | 4 cylindres en ligne  | 4 cylindres en ligne  | 5 cylindres en ligne  | 4 cylindres en ligne  | 4 cylindres en ligne  | 4 cylindres en ligne  |    |
| Alimentation                                              | Turbocompressé        | Turbocompressé        | Turbocompressé        | Turbocompressé        | Turbocompressé        | Turbocompressé        | Turbocompressé        |    |
| Cylindrée (cm3)                                           | 1 498                 | 1 498                 | 1 984                 | 2 480                 | 1 968                 | 1 968                 | 1 968                 |    |
| Puissance maximale ch (kW)                                | 150 (169)             | 150 (169)             | 230 (110)             | 400 (294)             | 150 (169)             | 150 (169)             | 190 (140)             |    |
| au régime de (tr/min)                                     | 5 000                 | 5 000                 | 5 000                 | 5 850 à 7 000         | 3 500                 | 3 500                 | 3 500                 |    |
| Couple maximal (N m)                                      | 250                   | 250                   | 350                   | 480                   | 340                   | 340                   | 400                   |    |
| au régime de (tr/min)                                     | 1 500                 | 1 500                 | 1 500                 | 1 950 à 5 850         | 1 750                 | 1 750                 | 1 900                 |    |
| Boîte de vitesses                                         | Manuelle 6 rapports   | S-tronic 7 rapports   | S-tronic 7 rapports   | S-tronic 7 rapports   | Stronic 7 rapports    | Manuelle 6 rapports   | Stronic 7 rapports    |    |
| Transmission                                              | Traction              | Traction              | Quattro               | Quattro               | Traction              | Quattro               | Quattro               |    |
| Vitesse maximale (en km/h)                                | 204                   | 201                   | 233                   | 250                   | 205                   | 203                   | 217                   |    |
| 0-100 km/h (en s)                                         | 9,6                   | 9,5                   | 6,5                   | 4,5                   | 9,3                   | 9,3                   | 8,3                   |    |
| Consommation WLTP (en L/100 km) urbain/extra-urbain/mixte | 5,7/6,0               | 7,0/6,8               | 7,3/7,7               | 9,8/10,2              | 4,7/4,9               | 5,5/5,7               |                       |    |
| Émissions de CO2 (en g/km)                                | 130-137               | 159-154               | 166-174               | 202-204               | 123-129               | 144-151               |                       |    |
| Capacité du réservoir (en L)                              | 60                    | 58                    | 60                    | 60                    | 60                    | 60                    | 60                    | 60 |
| Masse à vide (kg)                                         | 1 535                 | 1 605                 |                       | 1 775                 | 1 655                 | 1 710                 |                       |    |
| Norme environnementale                                    | Euro 6d-TEMP-EVAP-ISC | Euro 6d-TEMP-EVAP-ISC | Euro 6d-TEMP-EVAP-ISC | Euro 6d-TEMP-EVAP-ISC | Euro 6d-TEMP-EVAP-ISC | Euro 6d-TEMP-EVAP-ISC | Euro 6d-TEMP-EVAP-ISC |    |

## Finitions
- Ambition
- Ambiente
- Design
- Ambition Luxe
- Design Luxe
- Avus
- Avus Extended
- Sport
- S Line
- Competition
- Competition Plus

### Séries spéciales
Audi propose deux séries spéciales au lancement du SUV à l'automne 2019 :
- Edition one dew silver
- Edition one mythos black

### Séries limitées
- Active
- Advanced[15]
- Attraction
- Business Line
- Business Executive
- Executive
- Urban Cross
- Urban Sport
- Sport Design
- Style
- Metropolitan
- Midnight Series
- Design Edition
- Launch Edition

## Concept car
Le Q3 Sportback est préfiguré par le concept TT Offroad présenté le 20 avril 2014 au salon automobile de Pékin 2014.
Le TT Offroad concept s'inspire de l'Audi TT et repose sur la plateforme modulaire MQB du groupe Volkswagen. C'est un hybride rechargeable motorisé par le quatre cylindres essence TFSI de 2 litres de cylindrée de 292 ch de l'Audi S3, accouplé à deux moteurs électriques, positionnés sur les essieux, de 40 kW (55 ch) à l'avant et 85 kW (107 ch) à l'arrière. L'ensemble fournit une puissance cumulée de 408 ch à la transmission intégrale Quattro via la boîte automatique DSG6 pour l'équivalent de 45 g/km de rejets de CO2.